# Hoplopleura sciuricola
Hoplopleura sciuricola är en insektsart som beskrevs av Ferris 1921. Hoplopleura sciuricola ingår i släktet Hoplopleura och familjen gnagarlöss. Inga underarter finns listade i Catalogue of Life.